# 날아오르다
《날아오르다》는 2007년 8월 24일부터 2007년 10월 26일까지 방영된 SBS 금요드라마 작품이다.

## 등장 인물

### 주요 인물
- 왕빛나 : 이진희 역
- 김남진 : 제임스 오닐(James O'Neill) 역
- 이종원 : 강인성 역
- 이세은 : 차유리 역

### 그 외 인물
- 안연홍 : 지영선 역
- 김준성 : 박강우 역
- 이종구 : 진희 부 이동현 역
- 이상길 : 진희 아들 김우진 역
- 이윤미 : 유지은 역
- 이승형 : 장현수 역
- 김영옥 : 조옥영 역
- 최지나 : 차미리 역
- 송옥숙 : 이성희 역
- 정민 : 박준우 역
- 서지희 : 인성의 딸 수나 역
- 박준금 : 제임스의 생모 이진희 역
- 줄리안 퀸타르트 : 줄리안 다니엘 오닐(Julian Daniel O'Neill) 역
- 김한석 : 이준(이 차장) 역
- 이참 : 제임스의 부, 콜 재커리 케인 존슨 오닐(Cole Zachary Kane Johnson O'Neill) 역

## 결방
- 2007년 10월 12일 : 11시 5분부터 <SBS 초청 토론회>가 편성으로 인해 1회만 방송[1]